# Rio Colorado
O rio Colorado (em inglês:  Colorado River) é um curso de água com 2 330 km de comprimento, que percorre os Estados Unidos e o México. É o rio que atravessa o Grand Canyon, e o sétimo mais longo da América do Norte.
O rio Colorado corta a região mais árida da América do Norte. A sua bacia hidrográfica tem 640 000 km², e vai desde as montanhas Rochosas do Colorado até o golfo da Califórnia, no oceano Pacífico e no México, passando por cinco estados dos Estados Unidos. Ao todo, tem 2 330 km de extensão e é um dos rios mais longos da América do Norte.
Cerca de 80 km antes da foz, forma um pequeno trecho da fronteira Estados Unidos-México. Em seu curso alto e médio, o rio segue por um terreno acidentado, atravessando vários cânions, como o Grand Canyon.
Recebe as águas do rio Kanab, rio Paria, rio Escalante, rio San Rafael, rio Pequeno Colorado, rio San Juan e rio Dolores, que cortam transversalmente os cânions. No curso inferior, no Arizona e na Califórnia, percorre a depressão de Salton, região desértica que se prolonga por 275 km até à foz.

## Aproveitamento do rio
A bacia hidrográfica do Colorado é uma das mais aproveitadas do mundo. A Represa Hoover, perto de Las Vegas, controla o regime do rio, que conta com numerosos canais de irrigação e diques e é usada para navegação e lazer. Em 1922 criou-se um órgão, ao qual o México se uniu em 1944, encarregado de distribuir suas águas pelo território por ele banhado.
Em 1945, concluíram-se as obras que permitiram o deslocamento das águas do rio para vertê-las no norte do Colorado, onde as terras irrigadas se ampliaram, abrindo 284 mil hectares.

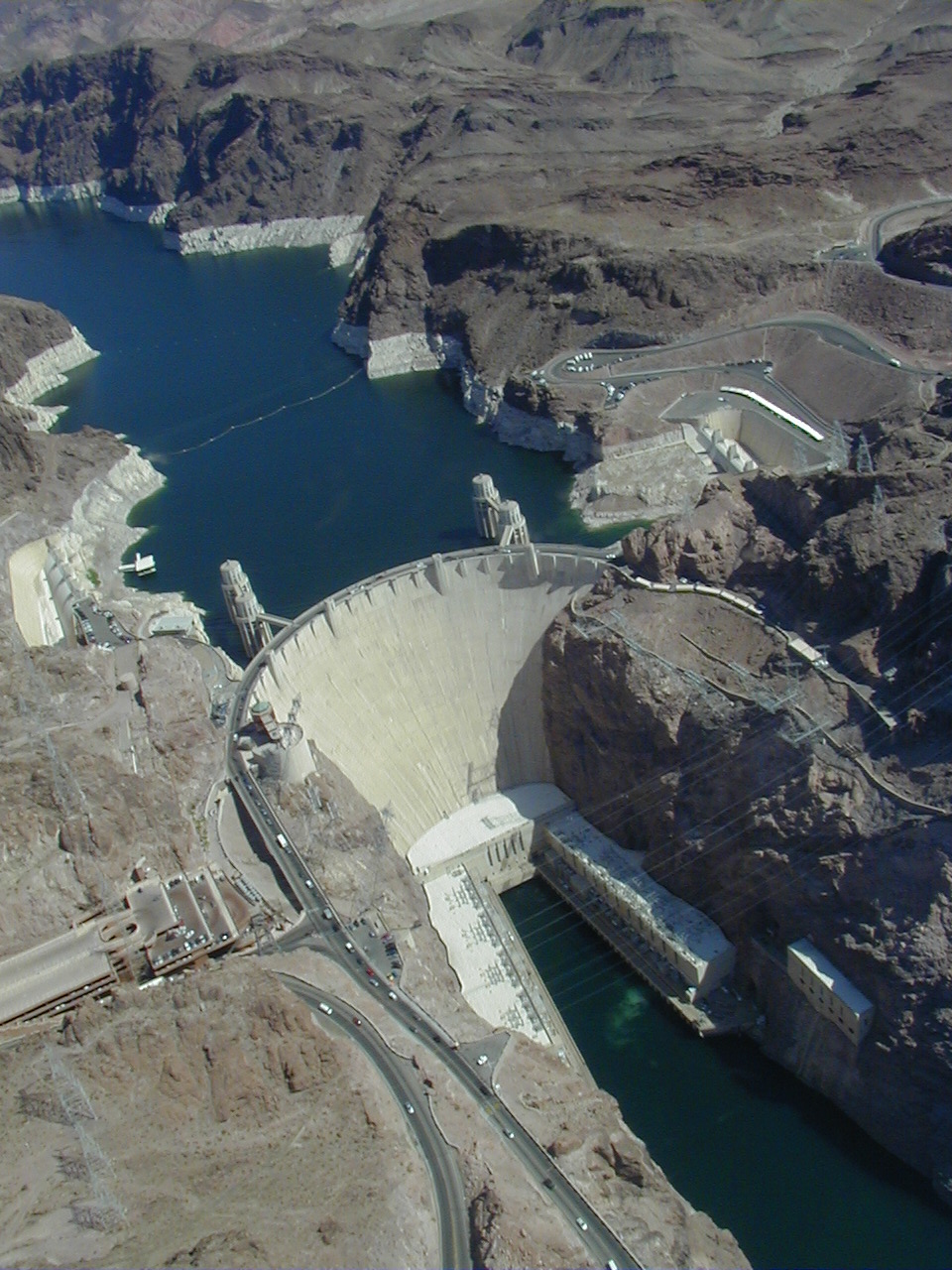
[Represa Hoover
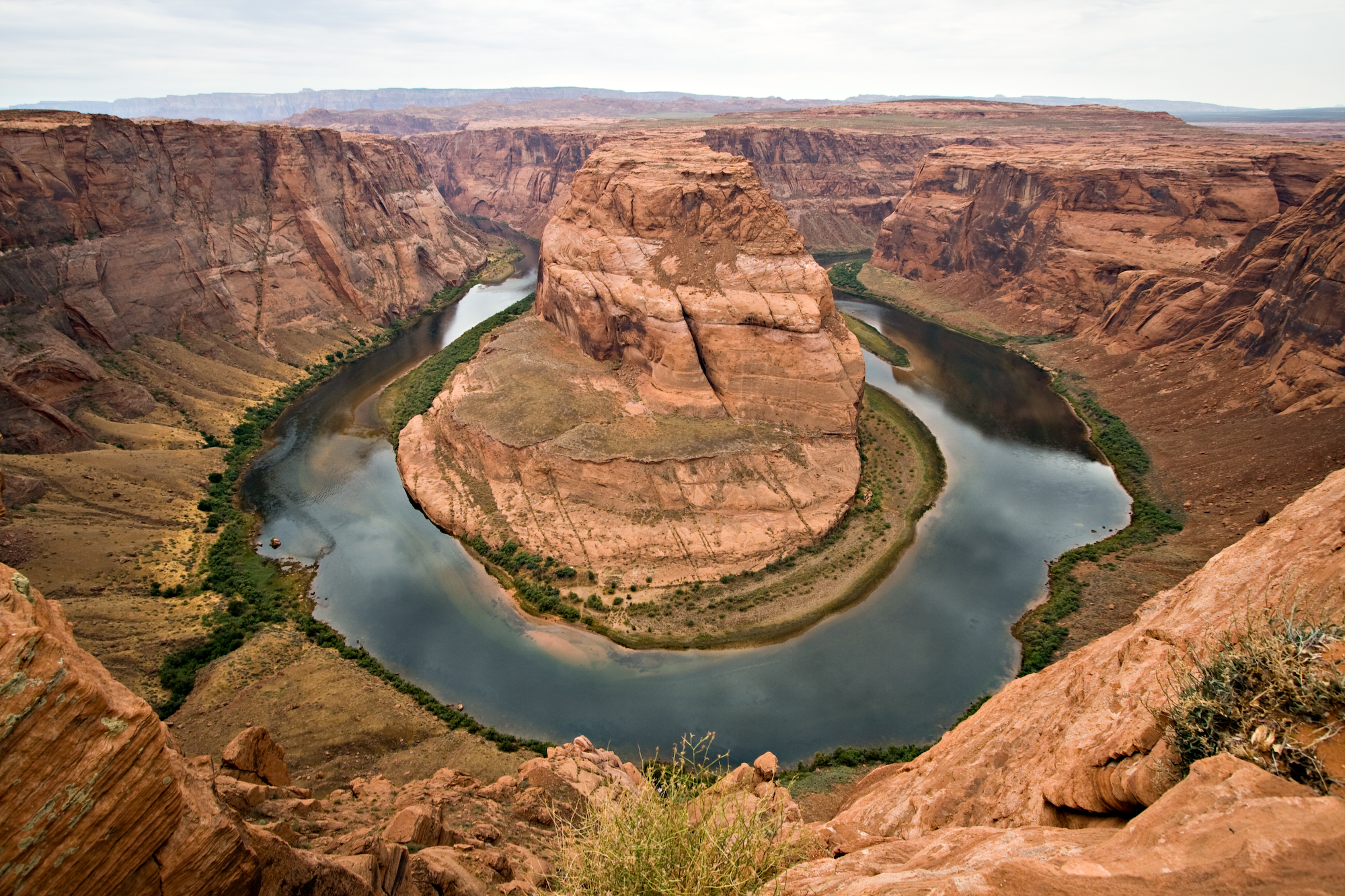
Horseshoe Bend (Dobra da ferradura)
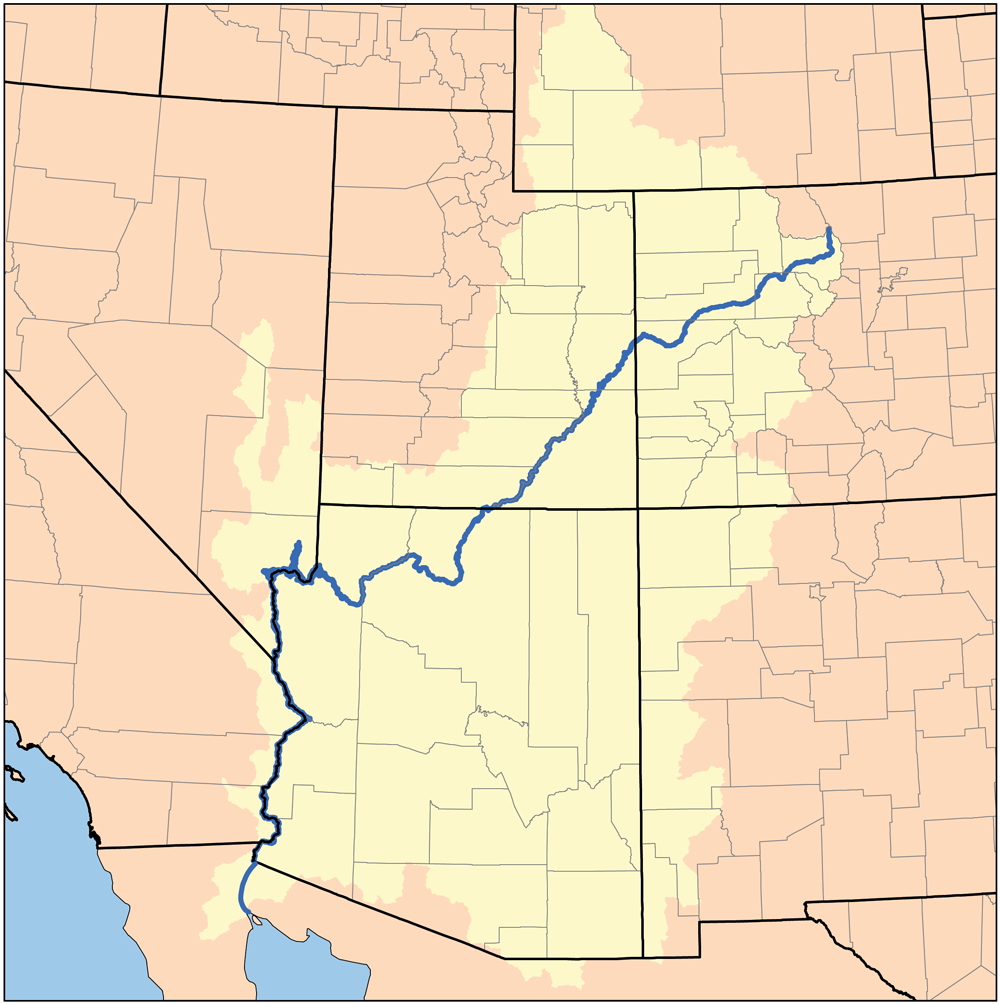
Bacia hidrográfica do rio Colorado